# CMAT
CMAT, pseudonimo di Ciara Mary-Alice Thompson (Dublino, 23 febbraio 1996), è una cantante irlandese.

## Biografia
CMAT ha esordito nell'industria discografica con l'album in studio If My Wife New I'd Be Dead, numero uno nella Irish Albums Chart, disco che è stato accolto positivamente dalla critica specializzata.
Crazymad, for Me ha replicato gli esiti del disco precedente, facendo l'ingresso direttamente in vetta alla classifica LP irlandese, al 25º posto nella Official Albums Chart e ottenendo un punteggio pari a 84 sull'aggregatore di recensioni Metacritic. CMAT è stata candidata ai BRIT Awards 2024 per il miglior artista internazionale, mentre Crazymad, for Me si è conteso l'Ivor Novello Award al miglior album e il premio Mercury.

## Discografia

### Album in studio
- 2022 – If My Wife New I'd Be Dead
- 2023 – Crazymad, for Me

### Singoli
- 2020 – Another Day (KFC)
- 2020 – Rodney
- 2020 – I Wanna Be a Cowboy, Baby!
- 2020 – Uncomfortable Christmas (con Junior Brother)
- 2021 – I Don't Really Care for You
- 2021 – 2 Wrecked 2 Care
- 2021 – No More Virgos
- 2022 – Lonely
- 2022 – Every Bottle (Is My Boyfriend)
- 2022 – Communion
- 2023 – Mayday
- 2023 – Whatever's Inconvenient
- 2023 – Have Fun!
- 2023 – Where Are Your Kids Tonight? (feat. John Grant)
- 2023 – Stay for Something
- 2024 – Aw, Shoot!
- 2025 – Running/Planning
- 2025 – Take a Sexy Picture of Me